# Verband Österreichischer Archivarinnen und Archivare
Der Verband Österreichischer Archivarinnen und Archivare (VÖA) (Association of Austrian Archivists) ist die Berufsorganisation für das österreichische Archivwesen mit Sitz in Wien. Er wurde 1967 als Verband Österreichischer Archivare gegründet und hat gegenwärtig (2023) rund 500 Mitglieder aus allen Archivsparten.
Zu seinen wichtigsten Aufgaben zählen die Rolle als Koordinator in der dezentralisierten Archivorganisation Österreichs, die Interessensvertretung und Mitsprache in Berufsfragen für seine Mitglieder, die Herausgabe der Fachzeitschrift Scrinium, die Organisation des Österreichischen Archivtags, die Unterstützung der beruflichen Aus- und Weiterbildung, die Zusammenarbeit mit fachverwandten Berufsvereinigungen im In- und Ausland sowie die Förderung des Austausches von Informationen und persönlicher Kontakte zwischen den Mitgliedern.

## Geschichte
Die Gründung des Verbandes erfolgte am 4. September 1967 im Rahmen des 7. Österreichischen Archivtages in Linz auf Initiative einer Gruppe von Archivaren als Berufsvereinigung zur Förderung des österreichischen Archivwesens und seiner wissenschaftlichen Belange sowie der Interessen seiner Mitglieder. An der konstituierenden Sitzung nahmen rund 70 Archivare teil.
Im Rahmen des 1969 in Graz abgehaltenen Archivtags organisierte der VÖA erstmals einen eigenen Verbandstag, der erste vom Verband mitveranstaltete Archivtag fand 1973 in Bregenz statt. Ebenfalls 1969 erschien das erste Scrinium-Heft. Waren es in den ersten Jahren vor allem Fragen der archivarischen Ausbildung, der Standespolitik und des Berufsbildes, welche die Diskussionen in Verband prägten, und standen in der Verbandszeitschrift zunächst Bestandsbeschreibungen und historische Beiträge im Zentrum, so wurden ab den 1980er-Jahren vermehrt unterschiedliche Aspekte der Archivwissenschaft in den Blick genommen.
Ab der Jahrtausendwende kam es zu einer bewussten stärkeren Ansprache von in kleineren Archiven aller Archivsparten Tätigen durch den Verband, 2005 wurde die Möglichkeit der Einrichtung eigener Fachgruppen für einzelne Archivsparten geschaffen. Seit 2007 wird vom Verband meist jährlich ein einwöchiger Grundkurs für Archivarinnen und Archivare angeboten, der eine Ausbildung für all jene darstellt, die in einem Archiv arbeiten, jedoch über keine Fachausbildung verfügen. Diese Maßnahmen führten seitdem zu einem deutlichen Mitgliederanstieg.
Seit 2014 hat der Verband mehrere umfangreiche Empfehlungen, Leitfäden und Handreichungen für die praktische Anwendung von archivischen Fachthemen in österreichischen Archiven publiziert, etwa zur Umsetzung von ISAD(G) und ISAAR(CPF), zum Records Management sowie zur Bewertung digitaler Unterlagen.
| Amtszeit  | Präsident                 | Archiv                              |
| --------- | ------------------------- | ----------------------------------- |
| 1967–1969 | Karl Lechner              | Niederösterreichisches Landesarchiv |
| 1969–1977 | Richard Blaas             | Österreichisches Staatsarchiv       |
| 1977–1989 | Gertrud Buttlar-Elberberg | Stadtarchiv Wiener Neustadt         |
| 1987–1997 | Gerhard Pferschy          | Steiermärkisches Landesarchiv       |
| 1997–2005 | Peter Csendes             | Wiener Stadt- und Landesarchiv      |
| 2005–2013 | Josef Riegler             | Steiermärkisches Landesarchiv       |
| 2013–2017 | Willibald Rosner          | Niederösterreichisches Landesarchiv |
| seit 2017 | Karin Sperl               | Burgenländisches Landesarchiv       |

## Struktur
Die ordentliche Mitgliedschaft des Verbands steht allen aktiven oder im Ruhestand befindlichen Personen offen, die eine archivarische oder archivrestauratorische Tätigkeit ausüben oder ausgeübt haben. Physische Person, die dieses Kriterium nicht erfüllen, sowie juristische Personen können außerordentliches Mitglied werden.
Die Leitung des Verbandes obliegt dem Vorstand, dessen Mitglieder von der Generalversammlung aus dem Kreis der im aktiven Archivdienst stehenden Verbandsmitglieder für eine Funktionsperiode von vier Jahren gewählt werden. Zudem gehört der amtierende Generaldirektor des Österreichischen Staatsarchivs gemäß Statut von Amts wegen dem Vorstand an. Den Vorsitz im Vorstand und in der Generalversammlung führt der ebenfalls auf vier Jahre gewählte Präsident, welcher den Verband auch nach außen vertritt.
Für einzelne Archivsparten gibt es innerhalb des Verbandes drei eigene Fachgruppen, welche der fachlichen Diskussion und Kooperation zur Erörterung und Lösung gleichartiger Probleme eines jeweiligen engeren Fachbereichs dienen: Für die Archive von Kirchen und Religionsgemeinschaften, für die Archive von Universitäten, Museen und anderen wissenschaftlichen Institutionen sowie für die Wirtschaftsarchive. Eine vierte Archivsparte, jene der Kommunalarchive, ist aufgrund historischer Umstände nicht im VÖA, sondern als Arbeitskreis im Österreichischen Städtebund konstituiert, steht aber in engem Austausch mit dem Verband.
Zur Erledigung bestimmter Spezialaufgaben und zur Erarbeitung praxisbezogener Empfehlungen zu archivischen Fachthemen sind vom Verband eigene Arbeitsgruppen eingesetzt (etwa zu archivischen Standards und Normen oder zu Überlieferungsbildung und Bewertung).

## Zeitschrift
Der Verband gibt seit 1969 die Fachzeitschrift Scrinium heraus (ISSN 1012-0327). Ihr Fokus liegt auf dem vielfältigen Archivwesen in Österreich, geht aber auch auf internationale Entwicklungen in diesem Bereich ein. Beiträge beschäftigen sich sowohl mit theoretisch-archivwissenschaftlichen Fragestellungen als auch mit der Praxis der Archive.
Bis 1990 erschienen zwei separat gezählte Hefte pro Jahr, danach jährlich ein Heft, welches seit 2002 aufgrund des größeren Umfangs als Band gezählt wird. Seit 2017 erscheint die Zeitschrift beim Verlag Anton Pustet in Salzburg. Mitglieder des Verbands erhalten die Zeitschrift als Leistung im Rahmen der Mitgliedschaft.
Bislang mit der Redaktionsleitung betraut waren Franz Gall (1969–1970, Archiv der Universität Wien), Rainer Egger (1970–2001, Österreichisches Staatsarchiv), Christine Tropper (2002–2016, Kärntner Landesarchiv), Christine M. Gigler (2016–2024, Archiv der Erzdiözese Salzburg) und Veronika Polloczek (seit 2025, Archiv der Diözese Gurk).

## Österreichischer Archivtag
Der Österreichische Archivtag ist die wichtigste nationale Fachtagung für das Archivwesen in Österreich. Er findet derzeit zweijährlich statt und wird vom VÖA in der Regel in Kooperation mit einem österreichischen Archiv, meist einem Landesarchiv, organisiert. Der Archivtag steht stets unter einem Gesamtthema, das Programm setzt sich aus Fachvorträgen und Workshops zusammen. Tagungsberichte und Schriftfassungen der Vorträge werden in der Verbandszeitschrift Scrinium veröffentlicht.
Die ersten Archivtage wurden ab 1949 vom Verband Österreichischer Geschichtsvereine und von der Generaldirektion des Österreichischen Staatsarchivs gekoppelt an die Österreichischen Historikertage (ÖHT) veranstaltet. 1973 trat der VÖA erstmals als Mitveranstalter auf. 1975 fand zum ersten Mal ein vom Historikertag getrennter selbständiger Archivtag statt, weiterhin gab es aber bis 2012 neben diesen mehrtägigen „großen“ auch noch unselbständige „kleine“ Archivtage.
| Nr.                                 | Jahr                                | Tagungsort                          | Tagungsthema                                                                                          | ÖHT                                 |
| Archivtage ohne Beteiligung des VÖA | Archivtage ohne Beteiligung des VÖA | Archivtage ohne Beteiligung des VÖA | Archivtage ohne Beteiligung des VÖA                                                                   | Archivtage ohne Beteiligung des VÖA |
| ----------------------------------- | ----------------------------------- | ----------------------------------- | --- | ----------------------------------- |
| 1.                                  | 1949                                | Wien                                | | 1.                                  |
| 2.                                  | 1953                                | Graz                                | | 3.                                  |
| 3.                                  | 1956                                | Klagenfurt                          | | 4.                                  |
| 4.                                  | 1959                                | Innsbruck                           | | 5.                                  |
| 5.                                  | 1962                                | Eisenstadt                          | | 7.                                  |
| 6.                                  | 1964                                | St. Pölten                          | | 8.                                  |
| 7.                                  | 1967                                | Linz                                | | 9.                                  |
| 8.                                  | 1969                                | Graz                                | | 10.                                 |
| 9.                                  | 1971                                | Innsbruck                           | | 11.                                 |
| Vom VÖA mitveranstaltete Archivtage |                                     |                                     | |                                     |
| 10.                                 | 1973                                | Bregenz                             | Wege zur Bewältigung des Massenproblems in den österreichischen Archiven – Erfahrungen und Vorschläge | 12.                                 |
| 11.                                 | 1975                                | Krems an der Donau                  | Moderne Informationsträger und Archiv (EDV und Archiv)                                                |                                     |
| 12.                                 | 1976                                | Klagenfurt                          | Archive in Kärnten                                                                                    | 13.                                 |
| 13.                                 | 1977                                | Kitzbühel                           | Der Archivar und seine Berufsausbildung                                                               |                                     |
| 14.                                 | 1978                                | Wien                                | Archive in Wien                                                                                       | 14.                                 |
| 15.                                 | 1980                                | Steyr                               | Privatarchive und Archivalienschutz                                                                   |                                     |
| 16.                                 | 1981                                | Salzburg                            | Archivalienrestaurierung                                                                              | 15.                                 |
| 17.                                 | 1982                                | Leoben                              | Wirtschaftsarchive und Quellen zur Wirtschaftsgeschichte                                              |                                     |
| 18.                                 | 1984                                | Krems an der Donau                  | Archivalienschutzgesetzgebung                                                                         | 16.                                 |
| 19.                                 | 1985                                | St. Veit an der Glan                | Technische, räumliche und personelle Erfordernisse der modernen Archivverwaltung                      |                                     |
| 20.                                 | 1987                                | Eisenstadt                          | Grenzüberschreitende Zusammenarbeit zwischen Archiven                                                 | 17.                                 |
| 21.                                 | 1989                                | Radstadt                            | Rechtsprobleme im Archivwesen                                                                         |                                     |
| 22.                                 | 1990                                | Linz                                | Massenprobleme im Archiv                                                                              | 18.                                 |
| 23.                                 | 1992                                | Graz                                | Archiv heute – Ausstattungs- und Konservierungsfragen                                                 | 19.                                 |
| 24.                                 | 1994                                | Bregenz                             | Die österreichischen Archive und Europa                                                               | 20.                                 |
| 25.                                 | 1995                                | Wien                                | Fünfzig Jahre Österreichisches Staatsarchiv. Die Situation der Archive – Aufgaben und Probleme        |                                     |
| 26.                                 | 1996                                | Wien                                | Vom Pergament zur CD-ROM – Der Bildungsauftrag der österreichischen Archive                           | 21.                                 |
| 27.                                 | 1997                                | Schladming                          | Zur Situation der Kommunal- und Gemeindearchive in Österreich                                         |                                     |
| 28.                                 | 1999                                | Klagenfurt                          | Die österreichischen Archivare an der Jahrtausendwende                                                | 22.                                 |
| 29.                                 | 2001                                | Wien                                | Archivorganisation am Beginn des 3. Jahrtausends                                                      |                                     |
| 30.                                 | 2002                                | Salzburg                            | Archiv und Zeitgeschichte                                                                             | 23.                                 |
| 31.                                 | 2004                                | Klagenfurt                          | Was soll vom Individuum bleiben? Archivische Bewertung von personenbezogenen Unterlagen               |                                     |
| 32.                                 | 2005                                | Innsbruck                           | Der nichtakademische Archivar. Die Ausbildung in Österreich und seinen Nachbarstaaten                 | 24.                                 |
| 33.                                 | 2007                                | Graz                                | Archive als Dienstleister in der Informationsgesellschaft                                             |                                     |
| 34.                                 | 2008                                | St. Pölten                          | Archivbestände in Österreich – Strukturen und Erschließung                                            | 25.                                 |
| 35.                                 | 2009                                | Linz                                | Das Ende der Beschaulichkeit. Archive zwischen Politik, Ökonomie und Öffentlichkeit                   |                                     |
| 36.                                 | 2011                                | Eisenstadt                          | Grenzüberschreitungen – Miteinander die gemeinsame Vergangenheit für die Zukunft bewahren             |                                     |
| 37.                                 | 2012                                | Krems an der Donau                  | Quellen und Digitalisierung                                                                           | 26.                                 |
| 38.                                 | 2015                                | Graz                                | Archive der Zukunft – Standards und Strategien                                                        |                                     |
| 39.                                 | 2017                                | Bregenz                             | Informationsfreiheit                                                                                  |                                     |
| 40.                                 | 2019                                | Salzburg                            | Kulturelles Erbe – Überlieferungsstrategien                                                           |                                     |
| 41.                                 | 2021                                | Innsbruck                           | Keine Ahnung ist auch keine Lösung – Aus- und Weiterbildung im Archiv                                 |                                     |
| 42.                                 | 2023                                | Klagenfurt                          | Neue Wege der Forschung – Digitalisierung, Erschließung und KI im Archiv                              |                                     |
| 43.                                 | 2025                                | Wien                                | Bestandserhaltung – Von analog bis digital                                                            |                                     |

## Weblink
- Verband Österreichischer Archivarinnen und Archivare